# Карабахский диалект азербайджанского языка

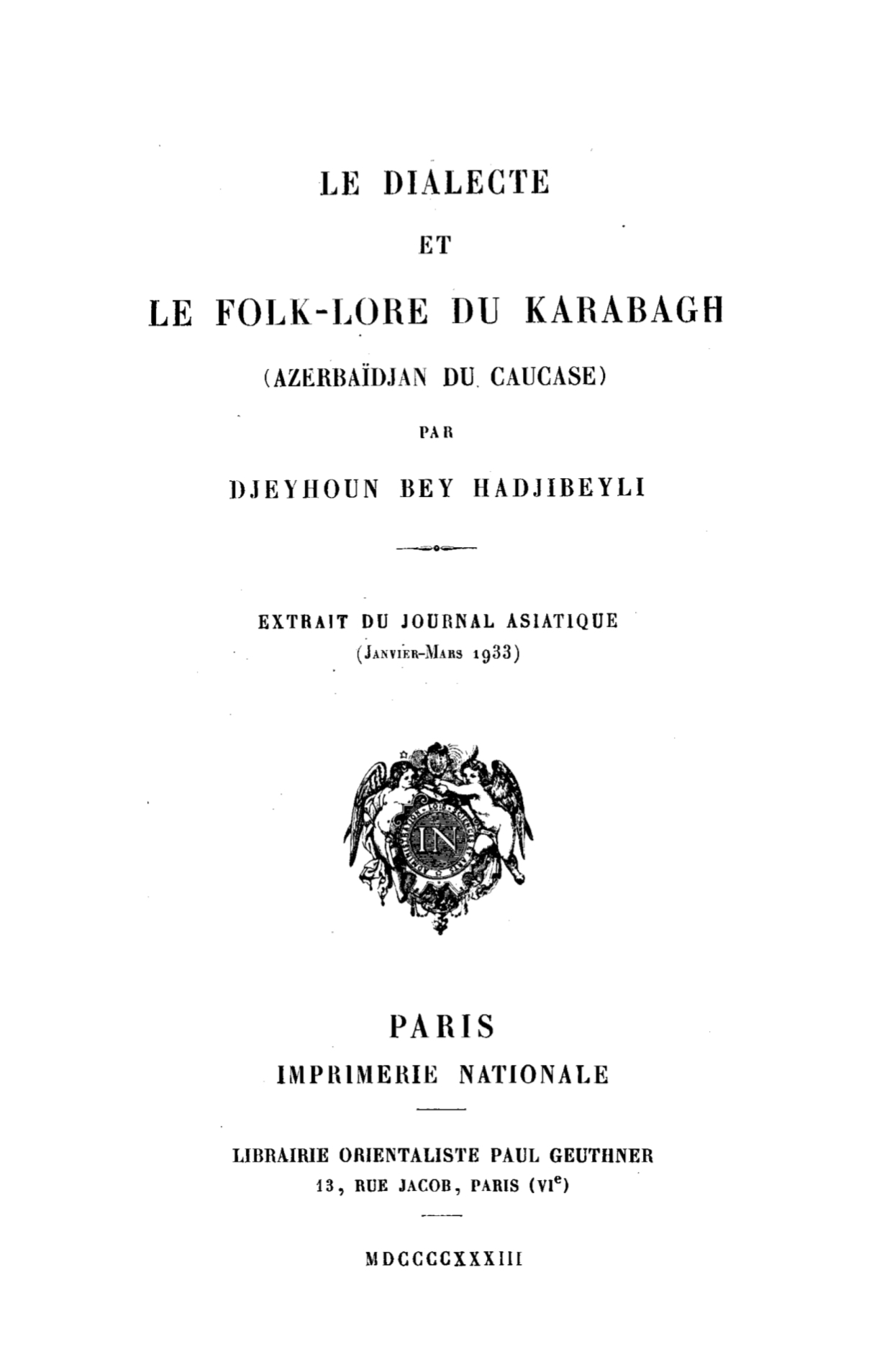
Книга Джейхуна Гаджибейли «Le dialect et le folk-lore du Karabagh» о диалекте и фольклоре Карабаха. Париж, 1933 год

Карабахский диалект азербайджанского языка (азерб. Qarabağ ləhcəsi) — один из диалектов азербайджанского языка. Наряду с гянджинским и газахским диалектами, а также айрумским говором относится к западной диалектной группе азербайджанского языка. Получил распространение в Агдамском, Шушинском, Ходжалинском, Ходжавендском, Бардинском, Агджабединском, Физулинском и Тертерском районах республики и в городе Ханкенди.

## История
В результате нашествия сельджуков на территорию Закавказья в XI веке, сюда впервые пришла большая волна тюркского населения. Предгорная часть Аррана на протяжении XII—XV вв. особенно интенсивно заселилась тюркскими кочевыми племенами, в результате чего название области постепенно заменилось на тюркско-иранское «Карабах». В то же время горные районы Карабаха усиленно сопротивлялись тюркизации и стали прибежищем к тому времени арменизированного христианского населения. Новая волна тюрков прибыла в регион с завоеваниями Тимура. После его смерти и распада его империи Закавказье оказалось под властью государств Кара Коюнлу, а затем Ак Коюнлу, которыми правила знать кочевых тюркских племён — туркоман, огузского происхождения. В XIV—XV вв. население равнинного Карабаха было почти полностью тюркизировано, а к концу XV века завершается формирование азербайджанской народности. При этом доминировавшее на равнинной части Карабаха тюркское население сезонно поднималось в горы по устоявшимся маршрутам. В дальнейшем на тюркской основе в Карабахе развилась идентичность карабахских азербайджанцев.
Карабахский диалект сформировался на основе языка проживавших на территории Карабаха различных тюркских племён и получил распространение на обширной территории. В результате развития на протяжении веков черты племенных языков смешались воедино, а некоторые огузские и кыпчакские элементы сохранили свою архаичность в живом разговорном языке.
В средние века политическое, социальное и экономическое положение Карабаха укрепилось, речь тюркского населения региона поднялась до уровня диалекта койне и стала основным источником в формировании норм азербайджанского литературного языка. Так, уже в XVIII веке азербайджанский литературный язык опирался на карабахский диалект.

## История изучения
Диалекты и говоры азербайджанского языка в Карабахе изучались как индивидуально так и в виде монографий. В 1933 году во Франции была издана работа публициста Джейхуна Гаджибейли «Диалект и фольклор Карабаха (Кавказский Азербайджан)» (фр. Le dialect et le folk-lore du Karabagh (Azerbaïdjan du Caucase)). В серии статей фольклористки Сураи Талыбханбейли, опубликованных в 1933 году в Турции в сборнике «Azərbaycan yurd bilgisi», сопоставлялись карабахский и стамбульский диалекты.
В 1930-е годы «Новый полный словарь на азербайджанском тюркском» села Кузанлы карабахского врача Салеха Ахундова был передан в Институт словарей в виде рукописи. В предисловии к словарю было написано, что «составитель собрал 18000 слов азербайджанского языка на карабахском наречии из сословных языков народа и расположил их в новом алфавитном порядке…».
| |  |  |
| Авторефераты диссертаций о говорах Агдамского (П. Д. Агаев, 1951), Физулинского (И. М. Мамедов, 1958) и Агджабединского районов (И. К. Кулиев, 1977) |  |  |

Для написания труда «Основы азербайджанской диалектологии» языковед и тюрколог профессор Мамедага Ширалиев, в числе прочего, изучал в 1939 году говоры города Шуши и близлежащих сёл, а в 1944 году — говоры Агдамского района.
В 2005 году турецкий учёный Эрдал Караман написал диссертацию на тему «Говоры Карабаха». Данное его исследование было напечатано в виде монографии. Распространённые в Карабахе физулинский (И. Мамедов), агджабединский (И. Гулиев), агдамский (П. Агаев), джебраильский (Т. Гаджиев), зангиланский (С. Бейбутов), губадлинский (Р. Аббасова) говоры были исследованы на уровне докторских диссертаций по филологии.

### На азербайджанском

#### Книги
- Һүсейнов А. Азәрбайҹан диалектолоҝиясы (азерб.). — Баку: В. И. Ленин адына АПИ-нин нәшрийяты, 1958. — С. 128.
- Məmmədli M.[азерб.]. Azərbaycan dialektologiyası (азерб.) / Elmi redaktor: Məmmədəli Qıpçaq. — Баку: Zərdabi Nəşr, 2019. — 352 с.
- Şirəliyev M. Azərbaycan dialektologiyasının əsasları (азерб.). — Баку: Şərq-Qərb, 2008. — 416 с. — ISBN 978-9952-34-183-6.

#### Статьи
- Məmmədov M.[азерб.]. Azərbaycan dilinin Qarabağ dialektində arxaik sözlər (азерб.) // Uluslararası Türk Lehçe Araştırmaları Dergisi. — Турция, 2021. — C. V, no 2. — S. 241-250.

#### Диссертации
- Allahverdiyev E. İ. Qarabağ dialektinin əfşar şivəsi. Filol. elm. nam. dis. avtoreferatı (азерб.). — Баку, 1995. — 30 с.

### На русском

#### Книги
- Ширалиев М. Диалекты и говоры азербайджанского языка. — Баку: Элм, 1983. — С. 197.

#### Диссертации
- Агаев П. Дж. Карабахский диалект азербайджанского языка (говоры Агдамского района). Канд. дисс. — М., 1951. — 16 с.
- Гаджиев Т. И. Джебраильский говор азербайджанского языка. Канд. дисс. — Баку, 1962. — 21 с.
- Кулиев И. К. Агджабединские говоры азербайджанского языка. Канд. дисс. — Баку, 1977. — 33 с.
- Мамедов И. М. Карягинские говоры азербайджанского языка. Канд. дисс. — М., 1958. — 42 с.

### На французском

#### Книги
- Djeyhoun Bey Hadjibeyli. Le dialect et le folk-lore du Karabagh (Azerbaïdjan du Caucase) (фр.). — Paris: Imprimerie nationale, 1933. — 144 p.